# مارك جاي بينيت
مارك جاي بينيت (بالإنجليزية: Mark J. Bennett)‏ هو محامي أمريكي، ولد في 24 فبراير 1953 في بروكلين في الولايات المتحدة.